# MIT許可證
MIT授權條款（英語：MIT License）是許多軟體授權條款中，被廣泛使用的其中一種。與其他常見的軟體授權條款（如GPL、LGPL、BSD）相比，MIT是相對寬鬆的軟體授權條款。
与Copyleft许可证不同，MIT许可证允许专有软件使用，软件的所有副本或实质部分都包含MIT许可证条款的副本与版权声明即可。

## 簡介
MIT授權條款之名源自麻省理工學院（Massachusetts Institute of Technology, MIT），又稱「X授權條款」（X License）或「X11授權條款」（X11 License）
MIT內容與三條款BSD授權條款（3-clause BSD license）內容頗為近似，但是賦予軟體被授權人更大的權利與更少的限制。

## 運用情形
有許多團體均採用MIT許可證。例如著名的SSH連線軟體PuTTY與X視窗系統。Expat、Mono開發平台函式庫、Ruby on Rails、Lua、微软的Visual Studio Code源代码等等也都採用MIT授權條款。

## 條款內容
普遍的MIT协议声明原文如下： 
-{Copyright (C) <year> <copyright holders>

Permission is hereby granted, free of charge, to any person obtaining a copy of this software and associated documentation files (the "Software"), to deal in the Software without restriction, including without limitation the rights to use, copy, modify, merge, publish, distribute, sublicense, and/or sell copies of the Software, and to permit persons to whom the Software is furnished to do so, subject to the following conditions:

The above copyright notice and this permission notice shall be included in all copies or substantial portions of the Software.

THE SOFTWARE IS PROVIDED "AS IS", WITHOUT WARRANTY OF ANY KIND, EXPRESS OR IMPLIED, INCLUDING BUT NOT LIMITED TO THE WARRANTIES OF MERCHANTABILITY, FITNESS FOR A PARTICULAR PURPOSE AND NONINFRINGEMENT. IN NO EVENT SHALL THE AUTHORS OR COPYRIGHT HOLDERS BE LIABLE FOR ANY CLAIM, DAMAGES OR OTHER LIABILITY, WHETHER IN AN ACTION OF CONTRACT, TORT OR OTHERWISE, ARISING FROM, OUT OF OR IN CONNECTION WITH THE SOFTWARE OR THE USE OR OTHER DEALINGS IN THE SOFTWARE.}-
中文解释如下：

### 被授權人權利
特此授予任何人免費獲得本軟件和相關文檔文件（“軟件”）副本的許可，不受限制地處理本軟件，包括但不限於使用、複製、修改、合併 、發布、分發、再許可的權利，
被授權人有權利使用、複製、修改、合併、出版發行、散布、再授權和/或販售軟體及軟體的副本，及授予被供應人同等權利，惟服從以下義務。

### 被授權人義務
在軟體和軟體的所有副本中都必須包含以上版權聲明和本許可聲明。

### 其他重要特性
此授權條款並非屬copyleft的自由軟體授權條款，允許在自由及開放原始碼軟體或非自由軟體（proprietary software）所使用。
MIT的內容可依照程式著作權者的需求更改內容。此亦為MIT與BSD（The BSD license, 3-clause BSD license）本質上不同處。
MIT授權條款可與其他授權條款並存。另外，MIT條款也是自由軟體基金會（FSF）所認可的自由軟體授權條款，與GPL相容。

## 起源
其中一位 MIT License 的創始人，Saltzer 榮譽退休教授，在 2020 年時發表了他對於當時早期發展 MIT License 的回顧，並包含了相對應的文件。 其中表示當初考慮到若收取授權費，將導致耗時的協商過程。所以他們對於 1983 年時 麻省理工學院電腦科學實驗室（MIT Laboratory for Computer Science, MIT-LCS）下的 電腦系統研究小組（Computer Systems Research, CSR) 所開發的一些在學術界和工業界廣泛關注的軟體，根據以下四項原則設計了一份授權條款（引自原文，並翻譯成中文）：
```
   1. 允許任何目的的使用，包括商業用途。
   2. 不需簽署協議，也不需支付授權費。
   3. 使用許可受到以下三項限制：
      * 任何再散佈必須註明麻省理工學院（MIT）。
      * 任何再散佈必須包含相同的著作權聲明與授權條款。
      * 禁止將 MIT 的名稱用於宣傳用途。
   4. 軟體係以「現狀」提供 (provided "as-is")，不附帶任何保證。
```